# Wasted Years
Wasted Years – piętnasty singel brytyjskiej heavymetalowej grupy Iron Maiden wydany 6 września 1986. Jest to pierwszy singel z albumu Somewhere in Time, a także pierwszy singel napisany samodzielnie przez Adriana Smitha.
Utwór został zamieszczony także w wersji koncertowej na albumie Maiden England oraz singlu „Out of the Silent Planet”. „Wasted Years” znalazł się także na kompilacjach Best of the Beast, Ed Hunter, Edward the Great, The Essential Iron Maiden i Somewhere Back in Time.
Pierwsza z piosenek na stronie B płyty, „Reach Out” (ang. Sięgnij), to kompozycja Dave’a Colwella – przyjaciela Adriana Smitha i członka grupy muzycznej The Entire Population of Hackney (zespół ten założyli Smith oraz Nicko McBrain). „Reach Out” to prawdopodobnie jedyne nagranie Iron Maiden, na którym partie wokalne nie są wykonywane przez nominalnego wokalistę, lecz przez samego Adriana Smitha.
Utwór „Sheriff of Huddersfield” (ang. Szeryf z Huddersfield) opowiada o decyzji menedżera grupy Roda Smallwooda o przeprowadzce do Los Angeles i kupnie domu na wzgórzach Hollywood. Najwyraźniej miał on problemy z dostosowaniem się do nowego stylu życia i często wspominał o tym grupie. Smallwood do czasu wydania singla nie wiedział o istnieniu piosenki.

## Covery
Cover utworu „Wasted Years” nagrała grupa DevilDriver – został wydany na albumie Maiden Heaven: A Tribute to Iron Maiden (2008), składance coverów grupy Iron Maiden.
Akustyczny cover tego utworu nagrała grupa Damone.

## Lista utworów
1. „Wasted Years” (Adrian Smith) – 5:06
2. „Reach Out” (Dave Colwell) – 3:31
3. „Sheriff of Huddersfield” (Iron Maiden) – 3:35

## Twórcy
- Bruce Dickinson – śpiew
- Dave Murray – gitara (oprócz „Reach Out”)
- Adrian Smith – gitara, śpiew
- Steve Harris – gitara basowa, śpiew (oprócz „Reach Out”)
- Nicko McBrain – perkusja